# Famotydyna
Famotydyna (łac. Famotidinum) – organiczny związek chemiczny, lek z grupy blokerów H2, hamujący wydzielanie kwasu solnego przez komórki okładzinowe żołądka. Jest stosowany głównie w terapii choroby wrzodowej żołądka i dwunastnicy.

## Mechanizm działania
Famotydyna poprzez blokowanie receptorów H2 zlokalizowanych w komórkach okładzinowych żołądka hamuje wydzielanie kwasu solnego. Zmniejsza także objętość soku żołądkowego i zawartość w nim pepsyny.
Nie wpływa na układ cytochromu P450 (w przeciwieństwie do cymetydyny), przez co nie zaburza przemiany leków metabolizowanych w wątrobie.

## Wskazania
- choroba wrzodowa żołądka i dwunastnicy (czynna oraz zapobieganie nawrotom)
- zespół Zollingera-Ellisona
- nadmierne wydzielanie soku żołądkowego
- choroba refluksowa przełyku
- przepuklina rozworu przełykowego

## Przeciwwskazania
- nadwrażliwość na lek
- stosowanie u dzieci

Ostrożnie:
- osoby w podeszłym wieku
- niewydolność nerek

## Działania niepożądane
- bóle i zawroty głowy
- zaparcia
- biegunka
- suchość w jamie ustnej
- nudności, wymioty
- zmniejszone łaknienie
- wzdęcia
- męczliwość
- zmiany skórne
- świąd
- zwiększenie aktywności enzymów wątrobowych
- żółtaczka
- anafilaksja
- bóle stawów
- leukopenia
- pancytopenia

## Preparaty
Preparaty dostępne w Polsce: Famogast i Famotydyna Ranigast.